# 文珠九助
文珠 九助（もんじゅ くすけ、享保10年（1725年） - 天明8年1月3日（1788年2月9日））は、江戸時代中期の一揆指導者。

## 経歴・人物
山城伏見の刃物鍛冶、町年寄。
天明5年（1785年）伏見奉行の小堀政方の苛政に反対し、丸屋九兵衛、麹屋伝兵衛、伏見屋清左衛門、柴屋伊兵衛、板屋市右衛門、焼塩屋權兵衛の7人と共に江戸の寺社奉行へ越訴した（伏見町民一揆、天明伏見騒動）。結果政方は職を免じられたが、九助を含む7人は吟味中に病死する。死後、九助は無罪となった。
明治20年（1887年）7人の義民を祀る「伏見義民事蹟」が御香宮神社の境内に建てられた。碑文は勝海舟の撰、題字は三条実美の書である。毎年5月18日には伏見義民碑保存会により慰霊祭が開催されている。